# Dubravec
Dubravec falu Horvátországban Varasd megyében. Közigazgatásilag Klenovnikhoz  tartozik.

## Fekvése
Varasdtól 22 km-re délnyugatra, községközpontjától 2 km-re délre fekszik.

## Története
1857-ben 235, 1910-ben 408 lakosa volt. A trianoni békeszerződésig Varasd vármegye Ivaneci járáshoz tartozott. 2001-ben a falunak 136 háztartása és 470 lakosa volt.

## Külső hivatkozások
- A község független internetes portálja